# Harrison Morales
Harrison Morales (Cali, Valle del Cauca, Colombia; 20 de junio de 1986) es un exfutbolista colombiano. Jugaba de mediocampista.

## Selección nacional

### Participaciones en Copas del Mundo
| Mundial                     | Sede         | Resultado        | Partidos | Goles |
| --------------------------- | ------------ | ---------------- | -------- | ----- |
| Copa Mundial Sub-17 de 2003 | Finlandia    | Cuarto lugar     | 6        | 0     |
| Copa Mundial Sub-20 de 2005 | Países Bajos | Octavos de final | 4        | 0     |

## Clubes
| Club                     | País     | Año         |
| ------------------------ | -------- | ----------- |
| Deportes Quindío         | Colombia | 2005 - 2007 |
| Centauros Villavicencio  | Colombia | 2008        |
| Deportes Quindío         | Colombia | 2009 - 2010 |
| Expreso Rojo             | Colombia | 2012        |
| Universitario de Popayán | Colombia | 2013        |